# Dressleria eburnea
Dressleria eburnea är en orkidéart som först beskrevs av Robert Allen Rolfe, och fick sitt nu gällande namn av Dodson. Dressleria eburnea ingår i släktet Dressleria och familjen orkidéer. Inga underarter finns listade i Catalogue of Life.